# Luuk
Luuk (Bayan ng Luuk) är en kommun i Filippinerna. Kommunen ligger på ön Suluöarna, och tillhör provinsen Sulu. Folkmängden uppgår till 38 819 invånare.

## Barangayer
Luuk delas in i 20 barangayer.
| - Andalan - Angilan - Bual - Capual Island - Guimbaun - Huwit-huwit - Kan-Bulak - Kan-Mindus - Lahing-Lahing - Lambago | - Lianutan - Lingah - Mananti - Niangkaan - Niog-niog - Sucuban - Tandu-Bato - Tangkuan - Tubig-Puti (Pob.) - Tulayan Island |